# Shadowland
Shadowland debitanski je studijski album španjolskog simfonijskog metal sastava Dark Moor. Objavljen je 12. prosinca 1999. godine, a objavila ga je diskografska kuća Arise Records.

## Popis pjesama
| 1.    | »Shadowland« (instrumental) | 0:36 |
| 2.    | »Walhalla«                  | 6:57 |
| 3.    | »Dragon into the Fire«      | 5:05 |
| 4.    | »Calling On the Wind«       | 5:04 |
| 5.    | »Magic Land«                | 4:58 |
| 6.    | »Flying«                    | 6:40 |
| 7.    | »Time Is the Avenger«       | 7:11 |
| 8.    | »Born in the Dark«          | 5:06 |
| 9.    | »The King's Sword«          | 5:50 |
| 10.   | »The Call«                  | 6:51 |
| 54:18 |                             |      |

## Zasluge
Dark Moor
- Peña de Camús – klavijature
- Elisa C. Martín – vokali
- Enrik García –	gitara
- Albert Maroto – gitara
- Anan Kaddouri – bas-gitara
- Jorge Sáez – bubnjevi

Dodatni glazbenici
- Carlos Maroto – prateći vokali
- Leo "Saratoga" – prateći vokali

Ostalo osoblje
- Chema – produciranje, inženjering
- Javi M. – producent
- Blackie C. Martín – omot albuma
- Derek Gores – 	omot albuma (reizdanje 2005. godine)